# Motion Picture
Motion Picture – album szwajcarskiego zespołu Yello wydany w 1999 roku przez wytwórnię Mercury Records.

## Lista utworów
1. Get On (4:27)
2. Houdini (4:15)
3. Prisoner Of His Mind (4:06)
4. Distant Mirror (5:17)
5. Time Freeze (5:05)
6. Croissant Bleu (3:24)
7. Liquid Lies (3:15)
8. Squeeze Please (3:14)
9. Shake And Shiver (4:50)
10. Bubbling Under (5:13)
11. Point Blank (6:13)
12. Cyclops (4:27)